# Fédération des unions industrielles du Québec
La Fédération des unions industrielles du Québec (FUIQ) est une centrale syndicale du Québec ayant existé de 1952 à 1957. Ancêtre de la Fédération des travailleurs et travailleuses du Québec avec la Fédération provinciale du travail du Québec (FPTQ), la FUIQ était affiliée au Congrès canadien du travail (CCT) et au Congress of Industrial Organizations (CIO).
Fondée décembre 1952, la FUIQ rassemble les syndicats membres du Congrès canadien du travail au Québec. Elle regroupe au départ 50000 membres. La fusion de l'AFL et de la CIO aux États-Unis en 1955 et la fusion du CMTC et du CCT au Canada en 1956 entraîne la fusion de la FUIQ avec son rival la FPTQ en 1957. Avant sa dissolution, la FPTQ comptait 35 000 membres.